# UFC 286
UFC 286: Edwards vs. Usman 3（ユーエフシー￼・ツーエイティシックス：エドワーズ・バーサス・ウスマン・スリー）は、アメリカ合衆国の総合格闘技団体「UFC」の大会の一つ。2023年3月18日、イングランド・ロンドンのO2アリーナで開催された。

## 大会概要
本大会は王者レオン・エドワーズと挑戦者カマル・ウスマンによるUFC世界ウェルター級タイトルマッチが組まれた。
WOWOWでのUFCの放送は本大会をもって終了、UFC 287以降はU-NEXTでの配信に変更された。

## 試合結果

### アーリープレリム
第1試合 女子フライ級 5分3R
○  ヴェロニカ・マセド vs.  ジュリアナ・ミラー ×
3R終了 判定3-0（30-27、30-27、30-27）
第2試合 ライト級 5分3R
△  ジャイ・ハーバート vs.  ルドビト・クライン △
3R終了 判定1-0（29-27、28-28、28-28）
第3試合 女子フライ級 5分3R
○  ジョアン・ウッド vs.  ルアナ・カロリーナ ×
3R終了 判定2-1（28-29、30-27、29-28）
第4試合 129.5ポンド契約 5分3R
○  ジェイク・ハドリー vs.  マルコム・ゴードン ×
1R 1:01 TKO（左ボディブロー→パウンド）
※ゴードンの体重超過によりフライ級から変更。
第5試合 ミドル級 5分3R
○  クリスチャン・リロイ・ダンカン vs.  ドゥスコ・トドロビッチ ×
1R 1:52 TKO（膝の負傷）
第6試合 フェザー級 5分3R
○  リローン・マーフィー vs.  ガブリエル・サントス ×
3R終了 判定2-1（28-29、29-28、29-28）

### プレリミナリーカード
第7試合 フライ級 5分3R
○  ムハンマド・モカエフ vs.  ジャフェル・フィーリョ ×
3R 4:32 ネッククランク
第8試合 ライト級 5分3R
○  ヤナル・アシュモズ vs.  サム・パターソン ×
1R 1:15 KO（左フック→パウンド）
第9試合 ライト級 5分3R
○  クリス・ダンカン vs.  オマール・モラレス ×
3R終了 判定2-1（27-30、29-28、29-28）
第10試合 フェザー級 5分3R
○  ジャック・ショア vs.  マクワン・アミルカーニ ×
2R 4:27 リアネイキドチョーク

### メインカード
第11試合 ミドル級 5分3R
○  マーヴィン・ヴェットーリ vs.  ロマン・ドリーゼ ×
3R終了 判定3-0（29-28、29-28、30-27）
第12試合 女子フライ級 5分3R
○  ジェニファー・マイア vs.  ケイシー・オニール ×
3R終了 判定3-0（30-27、29-28、29-28）
第13試合 ウェルター級 5分5R
○  グンナー・ネルソン vs.  ブライアン・バーバリーナ ×
1R 4:51 腕ひしぎ十字固め
第14試合 ライト級 5分3R
○  ジャスティン・ゲイジー vs.  ラファエル・フィジエフ ×
3R終了 判定2-0（29-28、29-28、28-28）
第15試合 UFC世界ウェルター級タイトルマッチ 5分5R
○  レオン・エドワーズ vs.  カマル・ウスマン ×
5R終了 判定2-0（48-46、48-46、47-47）
※エドワーズが王座の初防衛に成功。

### 各賞
ファイト・オブ・ザ・ナイト：ジャスティン・ゲイジー vs. ラファエル・フィジエフ
パフォーマンス・オブ・ザ・ナイト：グンナー・ネルソン、ジェイク・ハドリー
各選手にはボーナスとして5万ドルが授与された。

### カード変更
負傷などによるカードの変更は以下の通り。